# Gréta Arnová
Gréta Arnová (* 13. dubna 1979, Budapešť) je maďarská profesionální tenistka, která na okruh WTA vstoupila v roce 1997. Ke květnu 2011 na něm vyhrála 2 turnaje ve dvouhře, zvítězila také na čtyřech událostech série ITF v singlu a čtyřech v deblu. Nejvýše postavená byla na žebříčku WTA ve dvouhře na 40. místě (16. květen 2011) a ve čtyřhře na 175. místě (4. prosinec 2000). Trenérem byl k roku 2011 Ital Gianluca Palombini.

## Soukromý život
Narodila se v Budapešti. Má dvojí občanství, maďarské a německé. Spolkovou republiku Německo reprezentovala v letech 1997 až 2008, kdy se rozhodla pro start v maďarském týmu během Fed Cupu 2008 po boku Ágnes Szávayové. Od 1. ledna 2008 tak hraje za Maďarsko.

## Tenisová kariéra
V roce 1994 vyhrála juniorské mistrovství Německa do šestnácti let a o tři roky později se stala mistryní Evropy ve čtyřhře. První událost okruhu WTA vyhrála z pozice kvalifikantky a 176. hráčky žebříčku, když na turnaji kategorie Tier IV Estoril Open 2007 porazila ve finále mladou Bělorusku Viktorii Azarenkovou po setech 2–6, 6–1, 7–6 (3), přestože za stavu 4–5 v rozhodující sadě odvrátila dva měčboly. Ke květnu 2011 na grandslamech nehrála ženskou čtyřhru.

### 2010
Prvních dvou grandslamů Australian Open a French Open se nezúčastnila. V květnu se jako kvalifikantka prosadila do semifinále Polsat Warsaw Open, v němž prohrála s Ťie Čengovou.

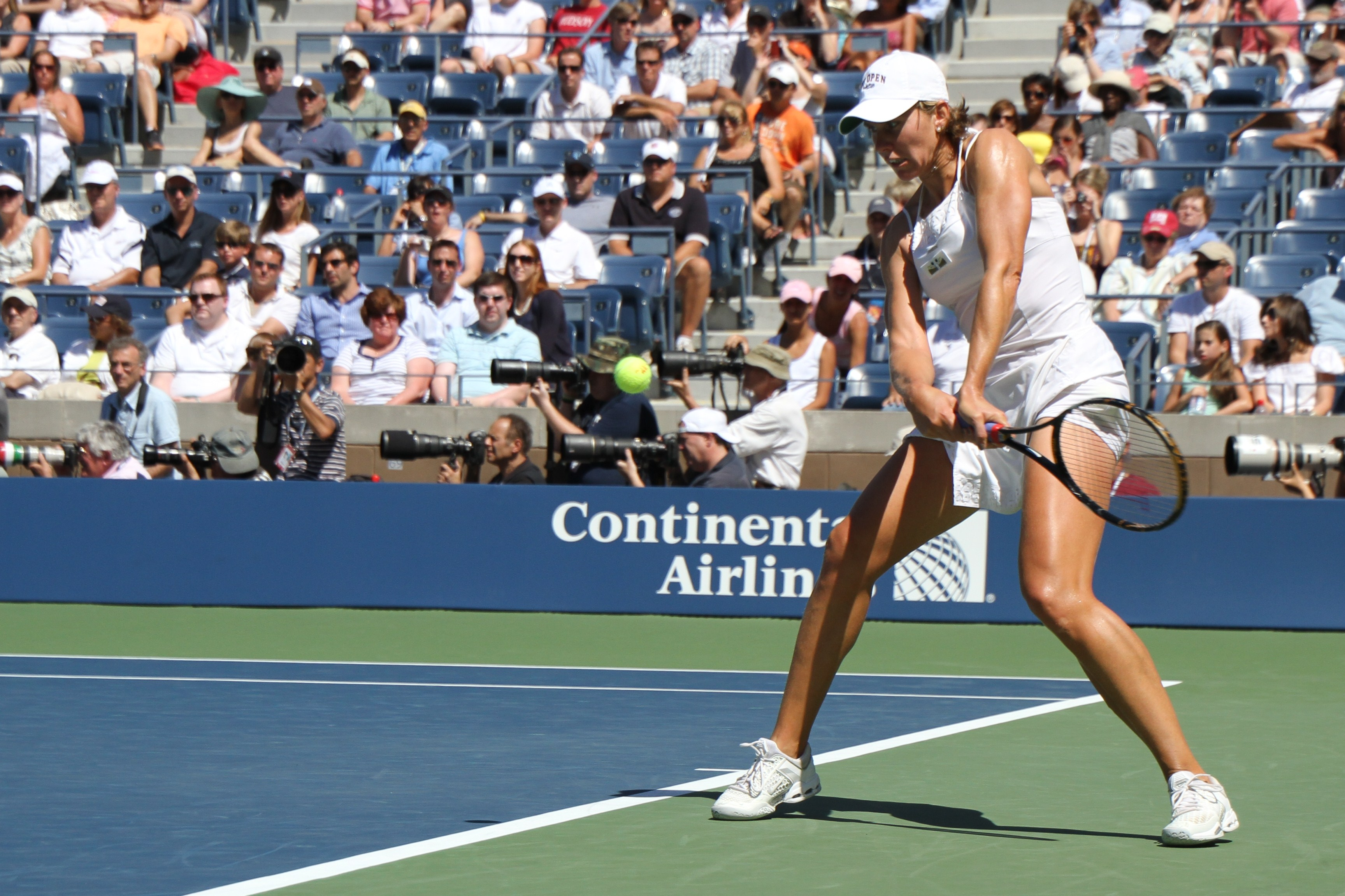
Arnová na US Open 2010

Na nejslavnějším turnaji světa ve Wimbledonu poprvé postoupila ve třiceti jedna letech na grandslamu do třetího kola, když v úvodním kole přešla přes světovou 34. tenistku světa Katerynu Bondarenkovou a ve druhém kole pak bývalou hráčku první desítky Alicii Molikovou. Její účast zastavila finalistka z roku 2007 Marion Bartoliová. Na US Open pak v prvním kole skončila na raketě světové trojky a obhájkyně titulu Kim Clijstersové, které podlehla 6–0, 7–5.
Následně se z kvalifikace probojovala do hlavní soutěže tokijské události Toray Pan Pacific Open 2010, když v kvalifikaci porazila Jung-žan Čanovou po setech 3–6, 6–3, 7–5 a Elenu Baltachovou 6–0, 6–7(5), 6–3. V hlavní soutěži vyhrála 1. kolo nad spolukvalifikantkou Laurou Robsonovou a ve druhém skončila prohrou se světovou jedničkou Carolinou Wozniackou 6–4, 6–3.

### 2011
Prvním turnajem sezóny se stal ASB Classic, na němž v úvodu hladce porazila Zuzanu Ondráškovou 6–1, 6–0. Poté přešla přes Sofii Arvidssonovou 4–6, 7–5, 7–5, když odvrátila pět mečbolů. Následně zaznamenala dosud nejcennější výhru nad nejvýše nasazenou a bývalou první hráčkou světa Marií Šarapovou 6–2, 7–5. Semifinále proti Julii Görgesové zvládla ve dvou sadách 7–6(3), 6–3 a druhý titul v kariéře si připsala finálovým vítězstvím 6–3, 6–3 nad obhájkyní titulu Yaninou Wickmayerovou. Na Australian Open nestačila v prvním kole na dvacátou šestou nasazenou Maríu José Martínezovou Sánchezovou, stejně tak na French Open vypadla v úvodu s devátou nasazenou Petrou Kvitovou.

## Finále na okruhu WTA

### Dvouhra: 2 (2 výhry – 0 proher)
| Winner — Legenda (před/po 2010)              |
| -------------------------------------------- |
| Grand Slam (0–0)                             |
| WTA Tour Championships (0–0)                 |
| Tier I / Premier Mandatory & Premier 5 (0–0) |
| Tier II / Premier (0–0)                      |
| Tier III, IV & V / International (2–0)       |

| Stav    | Č. | Datum          | Turnaj                | Povrch | Soupeřka ve finále  | Výsledek         |
| Vítězka | 1. | 6. května 2007 | Estoril, Portugalsko  | antuka | Viktoria Azarenková | 2–6, 6–1, 7–6(3) |
| Vítězka | 2. | 8. ledna 2011  | Auckland, Nový Zéland | tvrdý  | Yanina Wickmayerová | 6–3, 6–3         |